# Postmuseum Rheinhessen
Das Postmuseum Rheinhessen wurde am 15. Juni 2002 in der ehemaligen Poststelle im Rathaus der Ortsgemeinde Erbes-Büdesheim eröffnet. Es wird vom Verein für Postgeschichte Rheinhessen e. V. betrieben und informiert mit seiner Ausstellung und gelegentlichen Vorträgen über die Geschichte der Post in Rheinhessen. Die ausgestellten Exponate stammen hauptsächlich aus Privatbesitz, Auflösungen ehemaliger Postämter sowie Schenkungen der Museumsstiftung Post und Telekommunikation.
Da das Museum privat betrieben wird, beschränken sich die regelmäßigen Öffnungstage auf den Internationalen Museumstag, Christi Himmelfahrt, den Tag des offenen Denkmals sowie auf den vorletzten Sonntag im August (Kerb in Erbes-Büdesheim). Für angemeldete Gruppen wird auch extra geöffnet; Führungen werden angeboten. 
Zu den bekanntesten Mitgliedern des Fördervereines des Postmuseums gehört der ehemalige Ortsbürgermeister und CDU-Landtagsabgeordnete Heinz-Hermann Schnabel.

## Exponate
Ausgestellt werden Schriftstücke, Fotos und Gegenstände rund um das Thema Post- und Fernmeldewesen. Dazu gehört auch eine Postkutsche aus dem ehemaligen Archivbestand der Museumsstiftung Post und Telekommunikation.

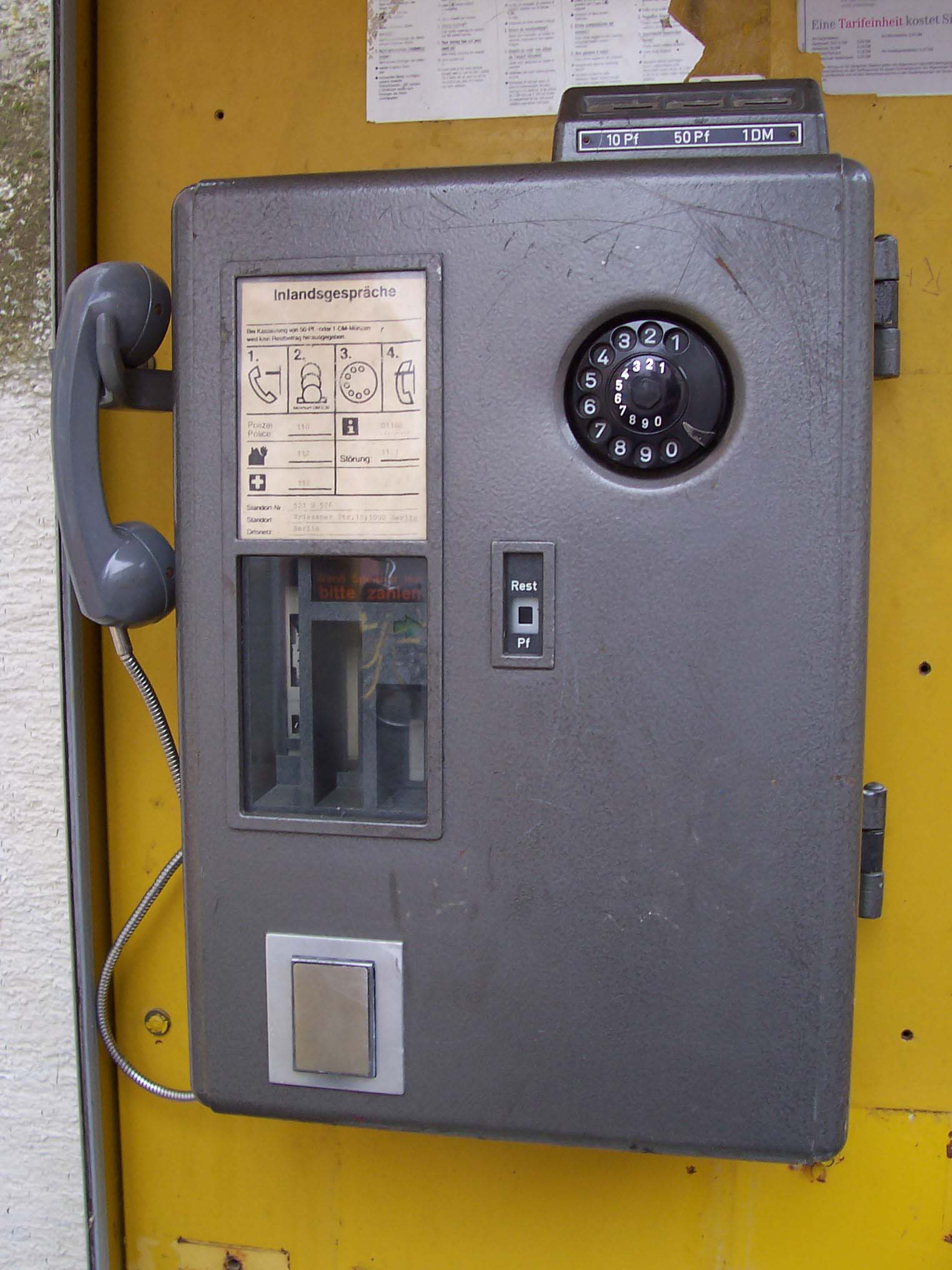
Münztelefonapparat mit Wählscheibe aus Bundespost-Zeiten
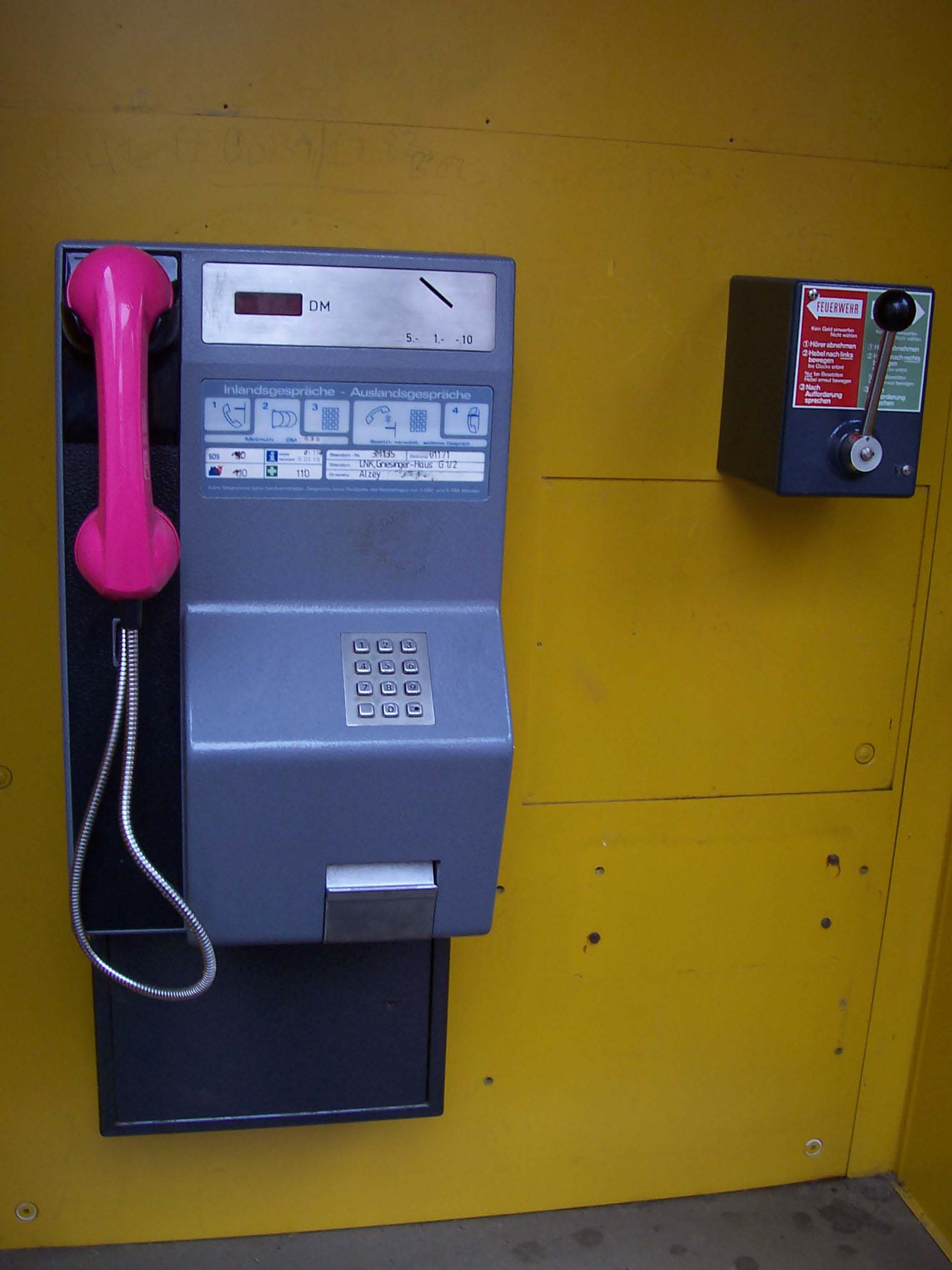
Münztelefonapparat mit Tastenfeld und Telefonhörer in der Telekom-Farbe Magenta, sowie einem Notrufhebel
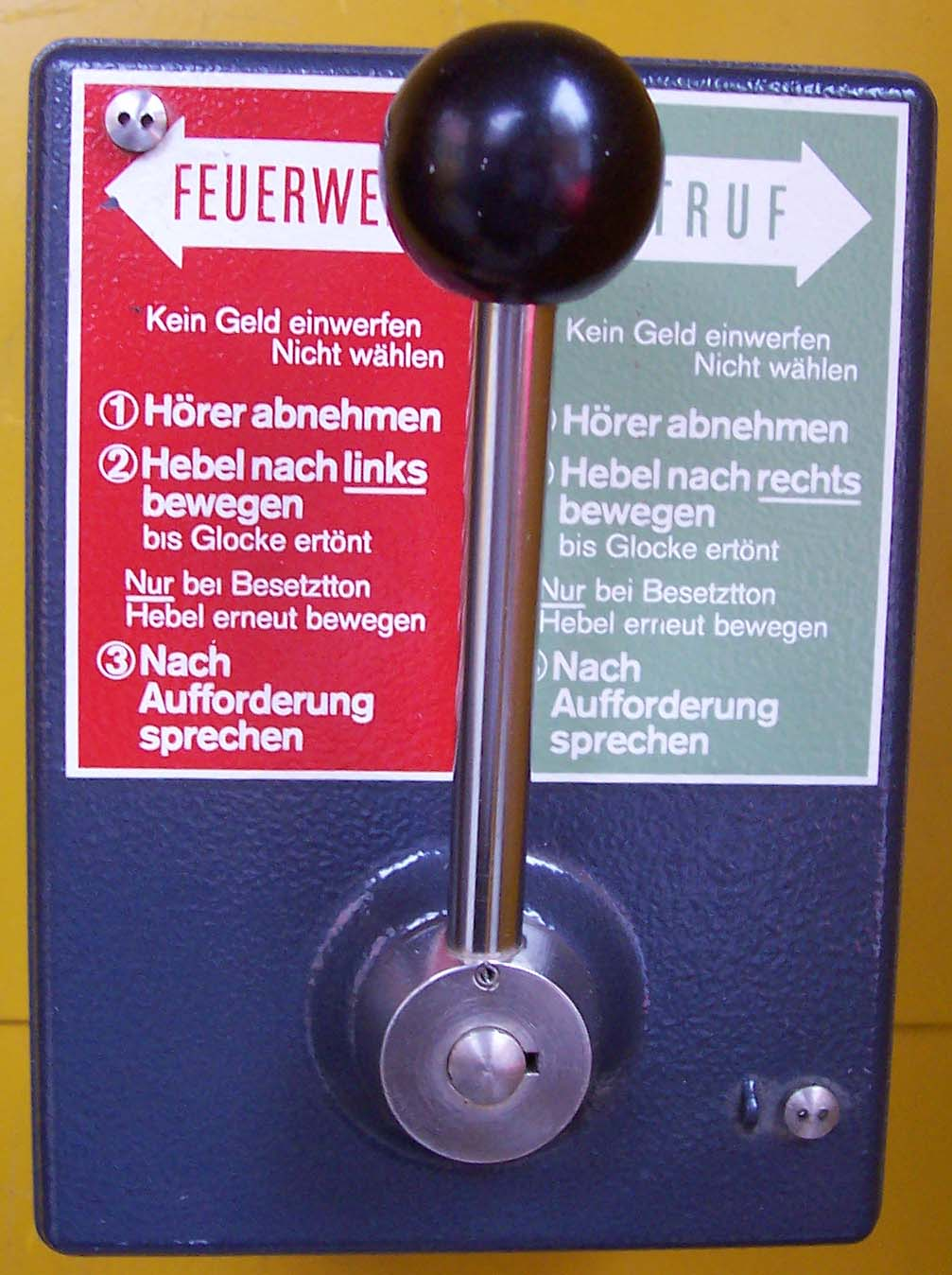
Notrufhebel in deutschen Telefonzellen
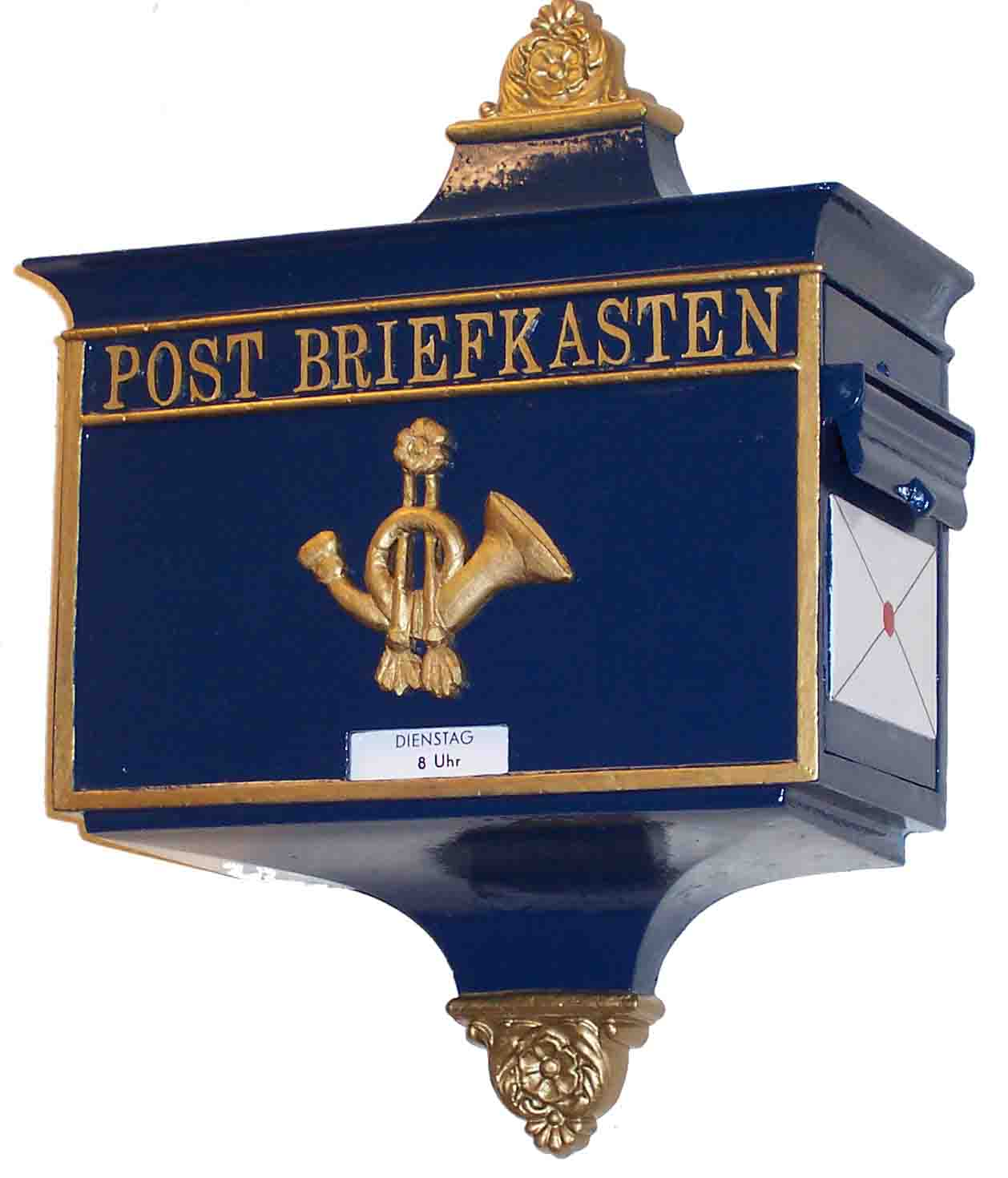
Post-Briefkasten (zu) Reichspost
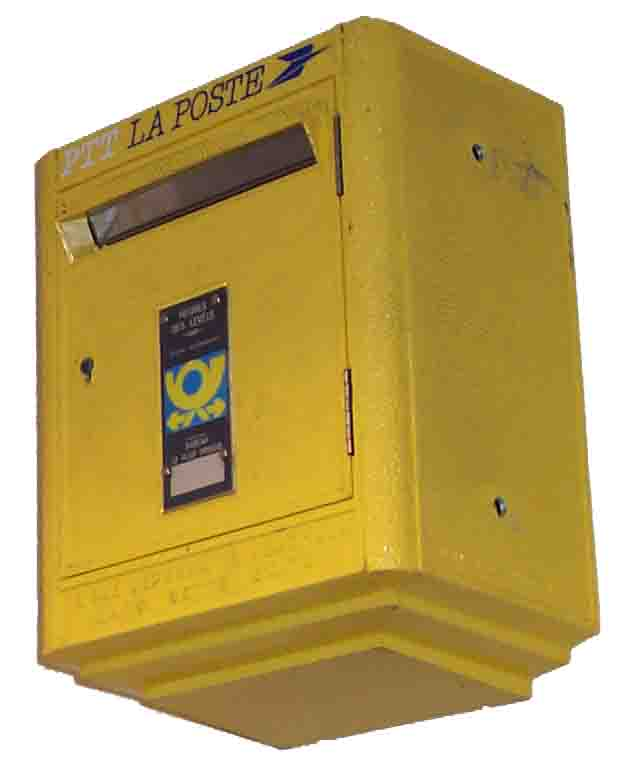
Französischer Briefkasten der PTT La Poste, der im ehemaligen Wormser Postamt hing
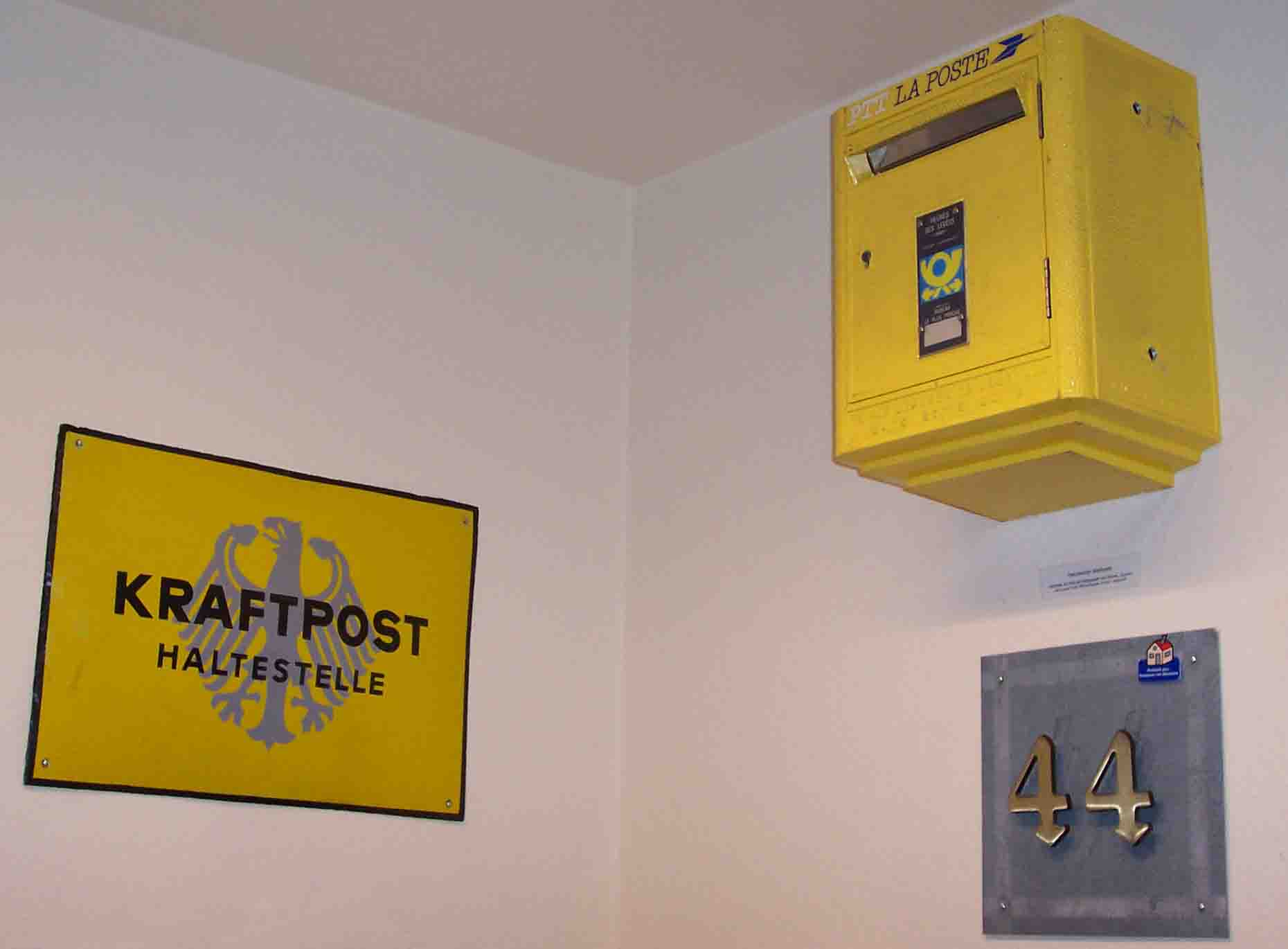
Kraftpost-Haltestellenschild La Poste Briefkasten, darunter die ehem. Hausnummer des Postamtes Worms (44)
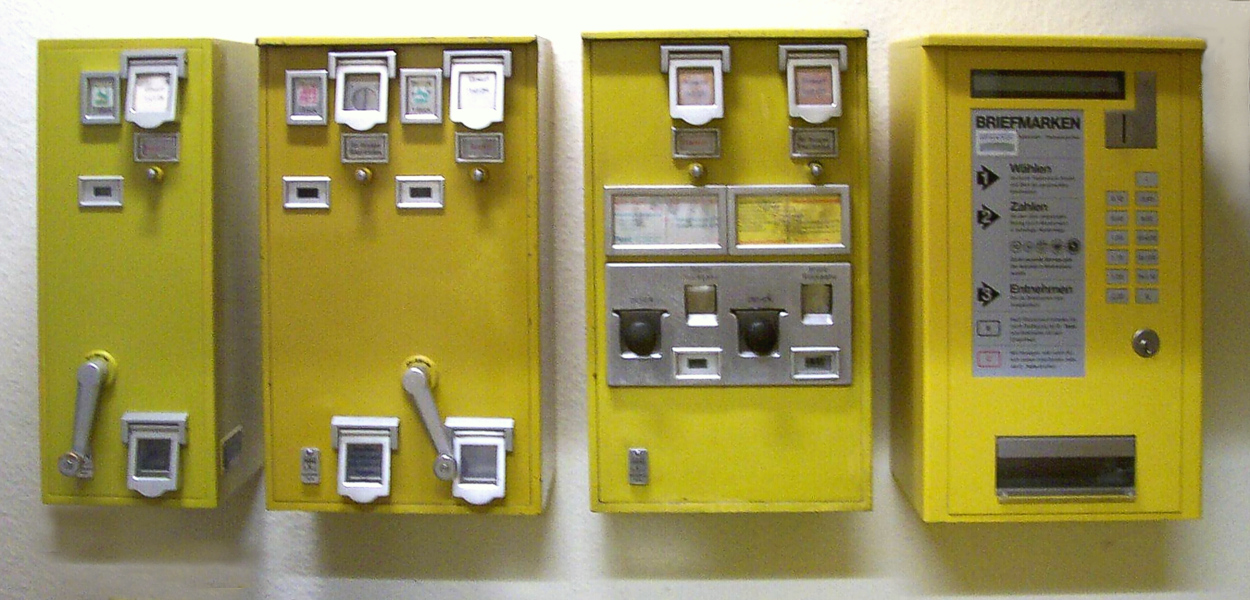
Briefmarkenautomaten zum kurbeln, zum ziehen und wählen
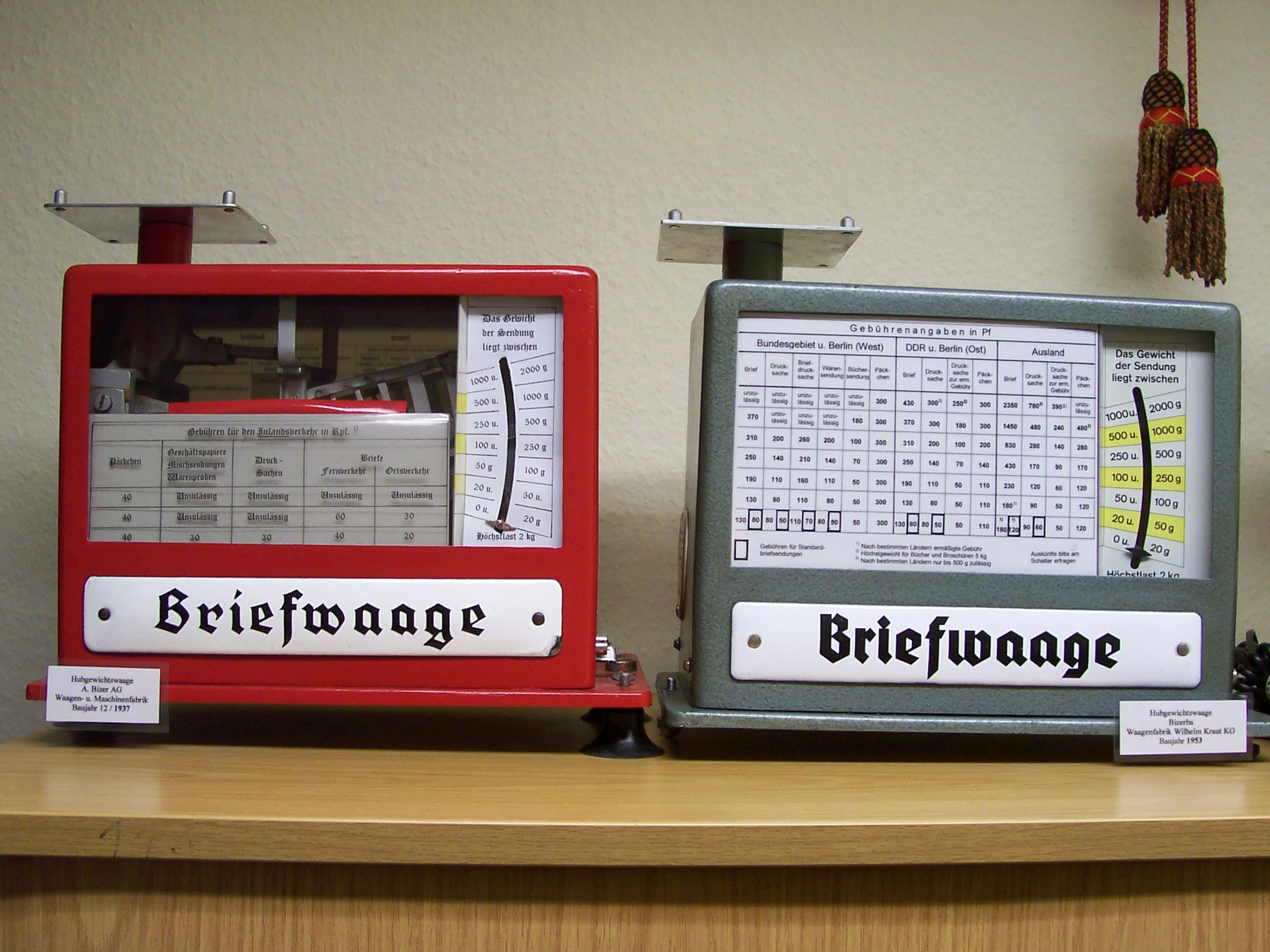
Briefwaagen aus den 1930er und 1950er Jahren
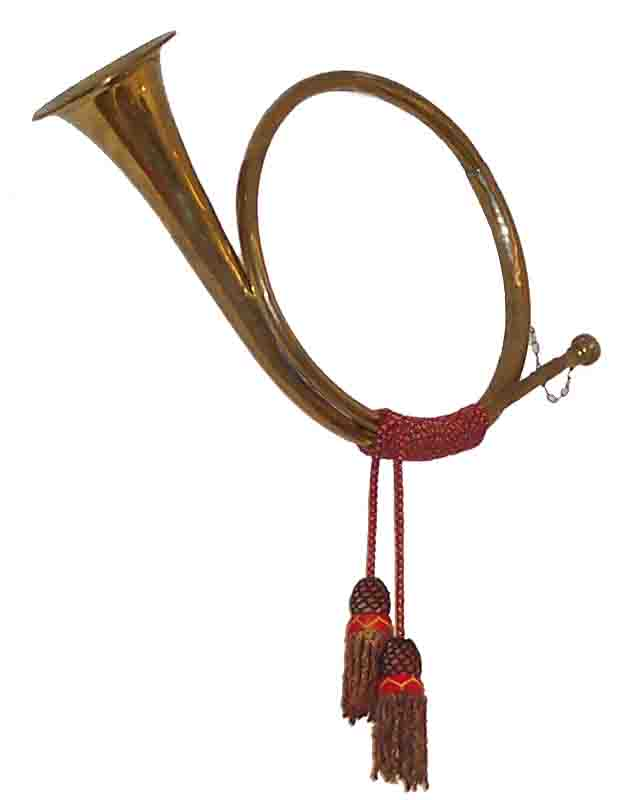
Echtes Posthorn
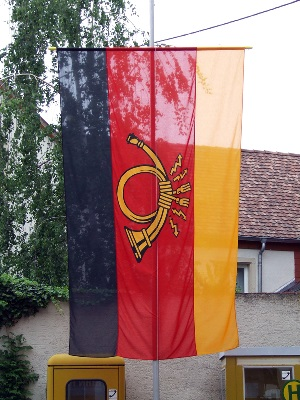
Der Bundespostbanner ist geflaggt, wenn das Museum geöffnet ist.
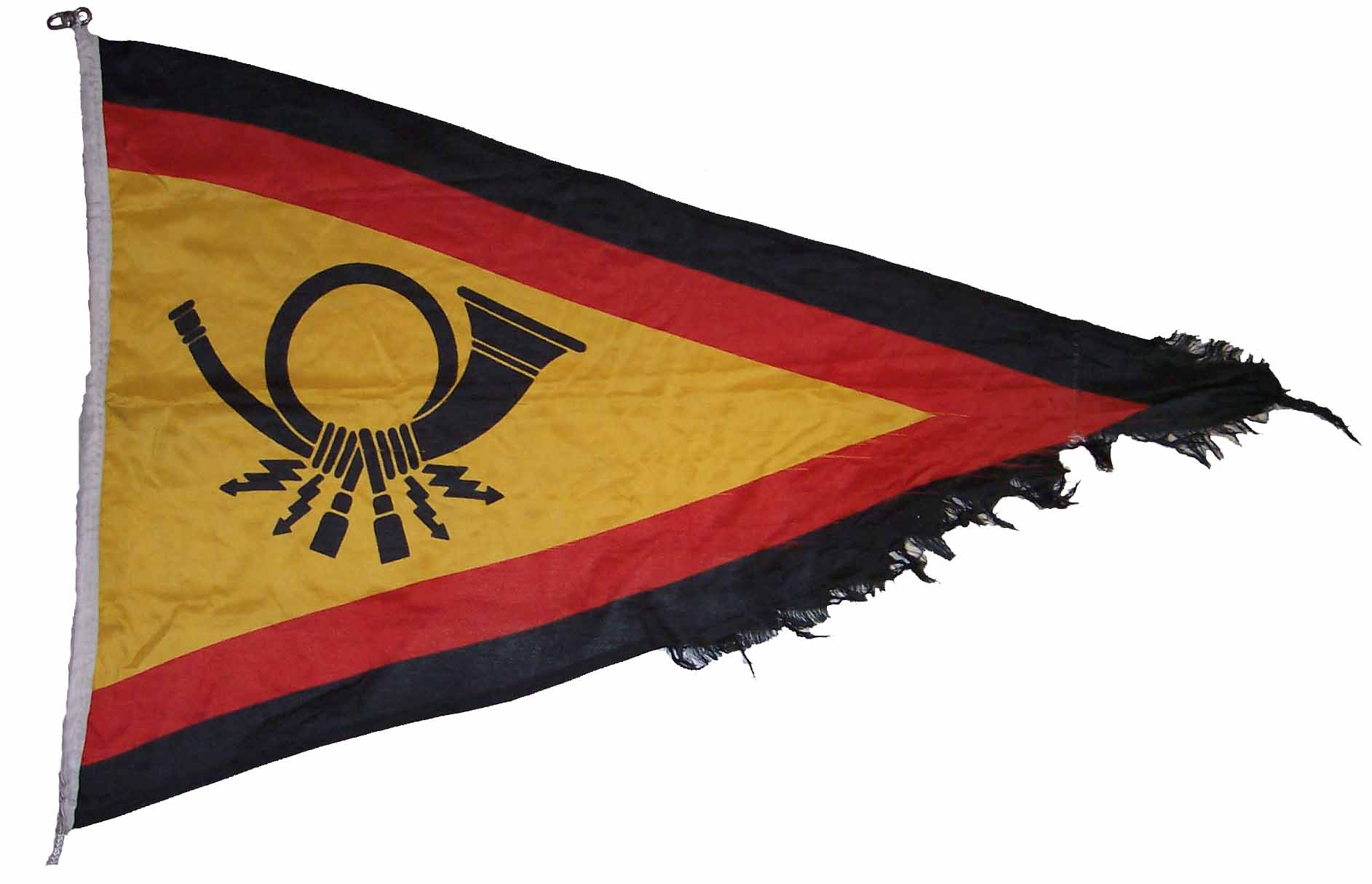
Postsignalflagge für Postschiffe

## Jährliche Sonderausstellungen
1. 2008: Die Feldpost des Ersten Weltkrieges in Rheinhessen
2. 2009: Postsparkasse
2010: ?
3. 2011: Im Museum ausgefallen, aber eine Wanderausstellung mit dem Thema „150 Jahre Landpost in Rheinhessen“
4. 2012: Die Post in Kinderhand (Kinderpost)